# 분데스리가 1970-71
푸스볼-분데스리가 1970-71은 서독의 축구 1부리그인 푸스볼-분데스리가의 8번째 시즌이다. 이 시즌은 1970년 8월 15일에 시작되어 1971년 6월 5일에 종료되었다. 묀헨글라트바흐는 전 시즌 챔피언이었다.

## 대회 형식
리그의 각 팀들은 다른 팀들을 상대로 각 두 번씩, 즉 홈경기 한 번, 원정경기 한 번씩을 치르게 된다. 경기에서 승리 시 승점 2점을 받으며, 무승부를 거둘 경우 승점 1점을 챙길 수 있다. 두 팀 이상이 승점에서 동률을 이룰 경우, 이들 간의 순위는 골득실로 결정되며, 그래도 동률이면 다득점으로 결정된다. 시즌이 끝나고, 가장 많은 승점을 획득한 팀이 우승을 거두게 되며, 반대로 승점이 가장 적은 두 팀은 각 연고지의 레기오날리가 (2부리그) 로 강등된다.

## 1969-70 시즌으로부터의 팀 변경
1860 뮌헨과 아헨은 최하위 두 자리를 가져감에 따라 레기오날리가로 강등되었다. 그들의 자리는 플레이오프 조 승자들인 빌레펠트와 오펜바흐가 가져갔다.

## 시즌 요약
묀헨글라트바흐는 바이에른 뮌헨을 2위로 밀어내고 분데스리가 역사상 타이틀을 방어한 첫 클럽으로 기록되었다. 그러나 바이에른 뮌헨도 시즌을 무관으로 마무리한 것은 아니였다. 바이에른 뮌헨은 DFB-포칼 결승전에서 쾰른을 꺾고 우승을 차지하였고, 그에 따라 컵위너스컵 참가권을 획득하였다. 그 결과에 따라 원래 바이에른 뮌헨의 자리였던 새로 출범한 유럽대항전이자, 정규리그 2위에서 5위를 차지한 팀들에 주어지는 UEFA컵 참가권은 DFB-포칼에서 준우승을 차지한 쾰른의 몫이 되었다. 나머지 UEFA컵 진출권 세장은 헤르타 BSC, 브라운슈바이크, 함부르크가 차지하였다. 이 시즌 종료 후 레기오날리가로 강등된 팀은 오펜바흐와 에센이었다.

### 분데스리가 승부조작 사건
결국, 리그에서의 결과는 팀 자체의 자력으로만 이루어진 것이 아니었다. 1971년 6월 6일, 오펜바흐 구단주 호르스트-그레고리오 카넬라스는 자신의 50번째 생일을 자축하기 위한 모임에서 방문객에게 오디오를 들려주었다. 여기에는 헬무트 쇤 국가대표팀 감독, 독일 축구 협회 대표, 그리고 몇몇 언론인들이 연루되어 있었다. 이 오디오 자료를 통해 검은 돈에 의해 경기가 매수되었음을 증명하였다. 그 후, DFB는 수사에 착수하였다. 수사 결과, 18명의 선수가 승부조작에 연루되었고, 거의 대부분의 강등팀을 결정한 경기가 승부조작으로 판명되었다. 10개 구단의 60명 이상의 선수들이 최종적으로 연루되었고 100만 DM 이상의 검은돈이 오갔던 것으로 수사 결과가 발표되었다. 그러나, 1심은 다음 시즌이 시작하기 전까지 언급하지 않았고, 그에 따라 1970-71 시즌의 최종 결과에는 아무런 영향을 미치지 못하였다.

## 참가 팀
| 구단             | 위치                 | 홈구장                    | 수용 인원 |
| ---------------- | -------------------- | ------------------------- | --------- |
| 도르트문트       | 도르트문트           | 로트 에르트 슈타디온      | 30,000    |
| 뒤스부르크       | 뒤스부르크           | 베다우슈타디온            | 38,500    |
| 묀헨글라트바흐   | 묀헨글라트바흐       | 뵈켈베르크 슈타디온       | 34,500    |
| 바이에른 뮌헨    | 뮌헨                 | 그륀발데어 슈타디온       | 44,300    |
| 브라운슈바이크   | 브라운슈바이크       | 아인트라흐트슈타디온      | 38,000    |
| 베르더 브레멘    | 브레멘               | 베저슈타디온              | 32,000    |
| 빌레펠트         | 빌레펠트             | 슈타디온 알름             | 32,000    |
| 샬케 04          | 겔젠키르헨           | 글뤼카우프-캄프반 경기장  | 35,000    |
| 슈투트가르트     | 슈투트가르트         | 네카어슈타디온            | 53,000    |
| 에센             | 에센                 | 게오르크-멜헤스-슈타디온  | 40,000    |
| 오버하우젠       | 오버하우젠           | 니더라인슈타디온          | 30,000    |
| 오펜바흐         | 오펜바흐 암 마인     | 슈타디온 암 비베러 베르크 | 30,000    |
| 카이저슬라우테른 | 카이저슬라우테른     | 베첸베르크 슈타디온       | 42,000    |
| 쾰른             | 쾰른                 | 뮌게르스도퍼슈타디온      | 76,000    |
| SGE 프랑크푸르트 | 프랑크푸르트 암 마인 | 발트슈타디온              | 87,000    |
| 하노버 96        | 하노버               | 니더작센슈타디온          | 86,000    |
| 함부르크         | 함부르크             | 폴크스파르크슈타디온      | 80,000    |
| 헤르타 BSC       | 베를린               | 베를린 올림픽 스타디움    | 100,000   |

- 지도 참고:
  - DOR = 도르트문트; DUI = 뒤스부르크; MGL = 묀헨글라트바흐; BIE = 빌레펠트; S04 = 샬케 04; ESS = 에센; OBH = 오버하우젠; KÖL = 쾰른

## 리그 순위
| 순위 | 팀                 | 경기 | 승 | 무 | 패 | 득 | 실 | 차  | 승점 | 참가 및 강등                    |
| ---- | ------------------ | ---- | -- | -- | -- | -- | -- | --- | ---- | ------------------------------- |
| 1    | 묀헨글라트바흐 (C) | 34   | 20 | 10 | 4  | 77 | 35 | +42 | 50   | 유러피언컵 1971-72 1라운드      |
| 2    | 바이에른 뮌헨      | 34   | 19 | 10 | 5  | 74 | 36 | +38 | 48   | UEFA 컵위너스컵 1971-72 1라운드 |
| 3    | 헤르타 BSC         | 34   | 16 | 9  | 9  | 61 | 43 | +18 | 41   | UEFA컵 1971-72 1라운드          |
| 4    | 브라운슈바이크     | 34   | 16 | 7  | 11 | 52 | 40 | +12 | 39   | UEFA컵 1971-72 1라운드          |
| 5    | 함부르크           | 34   | 13 | 11 | 10 | 54 | 63 | -9  | 37   | UEFA컵 1971-72 1라운드          |
| 6    | 샬케 04            | 34   | 15 | 6  | 13 | 44 | 40 | +4  | 36   |                                 |
| 7    | 뒤스부르크         | 34   | 12 | 11 | 11 | 43 | 47 | -4  | 35   |                                 |
| 8    | 카이저슬라우테른   | 34   | 15 | 4  | 15 | 54 | 57 | -3  | 34   |                                 |
| 9    | 하노버 96          | 34   | 12 | 9  | 13 | 53 | 49 | +4  | 33   |                                 |
| 10   | 베르더 브레멘      | 34   | 11 | 11 | 12 | 41 | 40 | +1  | 33   |                                 |
| 11   | 쾰른               | 34   | 11 | 11 | 12 | 46 | 56 | -10 | 33   | UEFA컵 1971-72 1라운드1         |
| 12   | 슈투트가르트       | 34   | 11 | 8  | 15 | 49 | 49 | 0   | 30   |                                 |
| 13   | 도르트문트         | 34   | 10 | 9  | 15 | 54 | 60 | -6  | 29   |                                 |
| 14   | 빌레펠트           | 34   | 12 | 5  | 17 | 34 | 53 | -19 | 29   |                                 |
| 15   | SGE 프랑크푸르트   | 34   | 11 | 6  | 17 | 39 | 56 | -17 | 28   |                                 |
| 16   | 오버하우젠         | 34   | 9  | 9  | 16 | 54 | 69 | -15 | 27   |                                 |
| 17   | 오펜바흐 (R)       | 34   | 9  | 9  | 16 | 49 | 65 | -16 | 27   | 레기오날리가로 강등             |
| 18   | 에센 (R)           | 34   | 7  | 9  | 18 | 48 | 68 | -20 | 23   | 레기오날리가로 강등             |

출처: (독일어) www.dfb.de 

순위 결정 우선순위는 다음에 의해 결정된다: 1) 승점; 2) 골득실; 3) 다득점 

1 바이에른 뮌헨이 UEFA 컵위너스컵 1971-72 진출권을 획득하였으므로, UEFA컵 1971-72 진출권은 DFB-포칼 준우승팀인 쾰른의 몫이 되었다.

(C) = 우승; (R) = 강등; (P) = 승격; (O) = 플레이오프 승자; (A) = 다음 라운드 진출 

시즌이 종료되지 않았을때에만 다음을 사용: 

(Q) = 해당 라운드 진출; (TQ) = 토너먼트 진출, 그러나 진출 라운드 미정; (DQ) = 진출 무효

## 결과
| 홈\원정1         | BSC | BIE | BRS | BRE  | DOR | DUI | ESS | FRA | HAM | H96 | KAI | KÖL | MGL | FCB | OBH | OFF | S04 | STU |
| ---------------- | --- | --- | --- | ---- | --- | --- | --- | --- | --- | --- | --- | --- | --- | --- | --- | --- | --- | --- |
| 헤르타 BSC       | -   | 0–1 | 1–0 | 3–1  | 5–2 | 3–1 | 1–1 | 6–2 | 2–0 | 0–0 | 5–3 | 3–2 | 4–2 | 3–3 | 3–1 | 3–1 | 2–1 | 2–0 |
| 빌레펠트         | 1–1 | -   | 0–1 | 3–0  | 2–3 | 0–0 | 0–0 | 1–0 | 1–1 | 3–1 | 2–1 | 1–0 | 0–2 | 1–0 | 2–1 | 2–0 | 0–3 | 1–0 |
| 브라운슈바이크   | 2–1 | 3–2 | -   | 1–0  | 3–0 | 5–0 | 1–0 | 2–0 | 4–1 | 0–4 | 2–0 | 3–1 | 1–1 | 1–1 | 1–1 | 3–0 | 3–3 | 4–0 |
| 베르더 브레멘    | 0–0 | 4–1 | 2–0 | -    | 3–1 | 0–2 | 1–1 | 1–0 | 2–2 | 0–0 | 1–1 | 1–1 | 1–1 | 0–1 | 2–0 | 3–1 | 0–1 | 3–1 |
| 도르트문트       | 3–1 | 3–0 | 1–1 | 0–1  | -   | 5–1 | 7–2 | 3–0 | 1–1 | 2–2 | 0–2 | 0–0 | 3–4 | 0–0 | 2–0 | 1–1 | 1–2 | 3–1 |
| 뒤스부르크       | 1–0 | 4–1 | 0–0 | 3–1  | 4–3 | -   | 1–0 | 3–1 | 2–2 | 3–2 | 1–1 | 0–0 | 1–1 | 2–0 | 2–2 | 2–2 | 1–0 | 1–0 |
| 에센             | 0–3 | 2–1 | 0–1 | 2–2  | 0–1 | 1–1 | -   | 2–0 | 1–3 | 2–0 | 4–0 | 2–0 | 1–2 | 3–1 | 3–3 | 2–3 | 1–3 | 1–1 |
| 프랑크푸르트     | 1–3 | 1–1 | 5–2 | 0–2  | 2–0 | 0–0 | 3–2 | -   | 0–0 | 2–1 | 3–2 | 1–1 | 1–4 | 0–1 | 5–0 | 3–0 | 1–0 | 1–0 |
| 함부르크         | 0–0 | 3–2 | 2–1 | 1–1  | 2–1 | 2–0 | 2–1 | 3–0 | -   | 1–0 | 5–2 | 2–0 | 2–2 | 1–5 | 0–0 | 3–2 | 1–2 | 1–0 |
| 하노버 96        | 1–1 | 2–0 | 1–0 | 0–3  | 4–1 | 3–3 | 3–1 | 1–2 | 0–3 | -   | 2–1 | 2–0 | 1–1 | 2–2 | 1–2 | 1–1 | 3–0 | 3–0 |
| 카이저슬라우테른 | 2–0 | 3–0 | 0–1 | 2–1  | 1–0 | 3–0 | 5–2 | 2–0 | 2–0 | 2–1 | -   | 0–0 | 0–1 | 2–1 | 4–1 | 4–0 | 2–0 | 0–5 |
| 쾰른             | 3–2 | 2–0 | 3–1 | 1–1  | 2–2 | 2–1 | 3–2 | 0–0 | 3–0 | 0–1 | 1–2 | -   | 3–2 | 0–3 | 2–4 | 4–2 | 2–0 | 2–1 |
| 묀헨글라트바흐   | 4–0 | 0–2 | 3–1 | 0–22 | 3–2 | 1–0 | 4–3 | 5–0 | 3–0 | 0–0 | 5–0 | 1–1 | -   | 3–1 | 6–0 | 2–0 | 2–0 | 4–1 |
| 바이에른 뮌헨    | 1–0 | 2–0 | 4–1 | 2–1  | 1–1 | 2–1 | 2–2 | 2–1 | 6–2 | 4–1 | 3–1 | 7–0 | 2–2 | -   | 4–2 | 0–0 | 3–0 | 1–0 |
| 오버하우젠       | 1–1 | 4–2 | 1–0 | 3–0  | 0–1 | 0–2 | 0–0 | 0–0 | 8–1 | 4–3 | 4–2 | 2–2 | 0–2 | 0–4 | -   | 2–2 | 4–1 | 1–2 |
| 오펜바흐         | 1–0 | 5–0 | 0–2 | 2–1  | 3–0 | 2–0 | 1–2 | 0–2 | 3–3 | 1–5 | 2–2 | 4–1 | 1–3 | 1–1 | 3–2 | -   | 0–1 | 3–3 |
| 샬케 04          | 0–1 | 0–1 | 1–0 | 0–0  | 0–0 | 1–0 | 4–1 | 4–1 | 3–1 | 3–0 | 2–0 | 2–2 | 0–0 | 1–3 | 2–0 | 1–2 | -   | 2–1 |
| 슈투트가르트     | 1–1 | 1–0 | 1–1 | 3–0  | 6–1 | 1–0 | 5–1 | 2–1 | 3–3 | 1–2 | 2–0 | 1–2 | 1–1 | 1–1 | 2–1 | 1–0 | 1–1 | -   |

출처: (독일어) www.dfb.de 

1 홈팀은 왼쪽 열의 팀이다. 

2 1971년 4월 3일, 묀헨글라트바흐와 베르더 브레멘의 경기는 1-1로 동률인 가운데 88분에 골포스트가 무너졌다. 묀헨글라트바흐는 골포스트를 대체하지 못하여 몰수패를 당하였다. 

청색은 홈팀 승리를, 홍색은 원정팀 승리를, 황색은 무승부를 의미

## 득점 집계
24골
- 로타어 코블룬 (오버하우젠)

22골
- 게르트 뮐러 (바이에른 뮌헨)
- 카를-하인츠 포그트 (카이저슬라우테른)

20골
- 로렌츠 호어 (헤르타 BSC)
- 헤어베어트 라우멘 (묀헨글라트바흐)

19골
- 유프 하인케스 (묀헨글라트바흐)
- 페어디난트 켈러 (하노버 96)
- 빌리 리펜즈 (에센)

18골
- 로타어 울사스 (브라운슈바이크)

15골
- 클라우스 피셔 (샬케)
- 하트무트 바이스 (슈투트가르트)

## 챔피언 스쿼드
| 보루시아 묀헨글라트바흐 |
| 골키퍼: 볼프강 클레프 (34). 수비수: 루트비히 뮐러 (34 / 2); 베르티 포크츠 (34 / 1); 클라우스-디터 질로프 (33 / 6); 하인츠 비트만 (20); 하트비히 블라이디크 (16). 미드필더: 귄터 네처 (32 / 9); 페터 디트리히 (28 / 3); 헤르베르트 비머 (26 / 3); 라이너 본호프 (11 / 1); 한스-위르겐 블로카 (11). 공격수: 호르스트 쾨펠 (34 / 9); 유프 하인케스 (33 / 19); 헤어베어트 라우멘 (31 / 20); 울릭 르 파브르 (31 / 3). (괄호 안은 경기 출장 횟수 / 득점 횟수를 나타낸 것임) 감독: 헤네스 바이스바일러. 명단에 있지만 출장 기록이 없는 선수: 베른트 슈라게; 베르너 아들러. |

## 같이 보기
- DFB-포칼 1970-71